# Јозеф Чтиржоки
Јозеф Чтиржоки (Смихов, 30. септембар 1906. — 11. јануар 1985) био је чешки фудбалер.
Чтиржоки је играо за Славију из Прага, Кладно и Спарту.
Играо је за репрезентацију Чехословачке (42 утакмице), а био је и учесник Светског првенства у фудбалу 1934, где је одиграо све четири утакмице.